# 145 Адеона
145 Адеона (145 Adeona) — астероїд головного поясу, відкритий 3 червня 1875 року.